# Jayatirtha dasa Adhikari
Jayatirtha dasa Adhikari, ook bekend als Vijaya en geboren als James Immel (Saipan, 13 november 1948 – Londen, 13 november 1987) was een Brits geestelijke en sekteleider. Hij was lid van de Governing Body Commission (GBC) van de Hare Krishna-beweging (ISKCON) van 1975 tot 1982. Na te zijn uitgestoten, vormde hij een eigen sekte. Jayatirtha werd in 1987 onthoofd door een van zijn volgelingen.

## ISKCON
James Immel had de ambitie om advocaat te worden, toen hij in aanraking kwam met het gedachtegoed van Timothy Leary en hallucinogene drugs. Na teleurgesteld te zijn in Leary, werd hij in de jaren 60 lid van ISKCON, waarvoor hij lsd afzwoer en de naam Jayatirtha dasa Adhikari kreeg. In 1975 werd Immel lid van de Governing Body Commission van ISKCON en werd door ISKCON-oprichter Prabhupada volgens het Sampradaya-systeem van het Vaishnavisme aangewezen als een van de elf goeroes die Prabhupada moest opvolgen.

## Uitgestoten uit GBC en ISKCON
In 1980 werd Jayatirtha dasa betrapt op lsd-handel en seksuele handelingen met de vrouwen van zijn volgelingen, maar zijn goeroeschap werd hersteld door de goeroes Jayapataka Swami, Ramesvara Swami en Bhagavan dasa. Jayatirtha leerde zijn discipelen dat: "LSD het stof van de voeten van Radharani (Krishna's vrouw) was. Jayatirtha dasa werd vereerd als een pure acharya totdat hij in 1982 definitief werd uitgestoten uit de Governing Body Commission van ISKCON wegens dezelfde delicten.

## Golden Mountain Sanctuary
Nadat Jayatirtha in 1982 uit ISKCON was gezet, verhuisde hij samen met 150 fanatieke volgelingen naar Mondocino County te Californië en kocht daar een boerderij die hij Golden Mountain Sanctuary doopte. Vanuit die locatie zette hij zijn werkzaamheden voort. Zijn belangrijkste geldinzamelaar was Navanita Cora dasa (John Tiernan), die letterlijk alles voor hem deed. Tiernan was zo fanatiek dat hij wel $18.000 per maand kon opbrengen door goedkope schilderijen te importeren en te verkopen. Ook zette Jayatirtha vanuit de Golden Mountain Sanctuary zijn marihuana- en lsd-handel voort.

## Jayatirtha dasa en zijn 'Heilige Moeder'
In 1982 werden Jayatirtha en Bhakti (Geraldine Sanderson), die geloofde dat hij de reïncarnatie van Jezus was, geliefden, ondanks zijn gelofte een celibatair leven te leiden. Tegen zijn volgelingen verklaarde hij dat zij de 'Heilige Moeder' was en nam haar tot zijn vrouw op de Golden Mountain Sanctuary, nadat ze samen lsd hadden geslikt. In mei 1987 verliet hij haar door plotseling vanuit Hawaï te bellen dat hij heimelijk met een jonge vrouw daarnaartoe was gevlogen om in een "mystiek huwelijk" te treden.

## Gedood en onthoofd
Op zijn 39e verjaardag werd Jayatirtha vermoord en onthoofd, in de winkel Knobs and Knockers in Londen, door zijn meest toegewijde discipel Navanita Cora dasa (Tiernan). Tiernan hakte op hem in met een zeven inch lang slagersmes en zaagde daarna zijn hoofd eraf, dat vervolgens op de schoot van het onthoofde lichaam werd geplaatst.
Tiernan volgde Jayatirtha dasa 12 jaar lang trouw en zag hem als Jezus Christus die teruggekeerd was. Nadat Jayatirtha in mei 1987 zijn vrouw plotseling had verlaten voor een jonge vrouw, verloor Tiernan het vertrouwen in hem. Tiernan begon hem als de antichrist te zien en zag als enige oplossing om hem te doden en te onthoofden.